# عبدرشیدوو (شهرستان دووانسکی، باشقیرستان)
عبدرشیدوو (انگلیسی: Abdrashitovo, Duvansky District, Bashkortostan) یک شهرک در شهرستان دووانسکی در استان باشقیرستان کشور روسیه است.